# Beretta

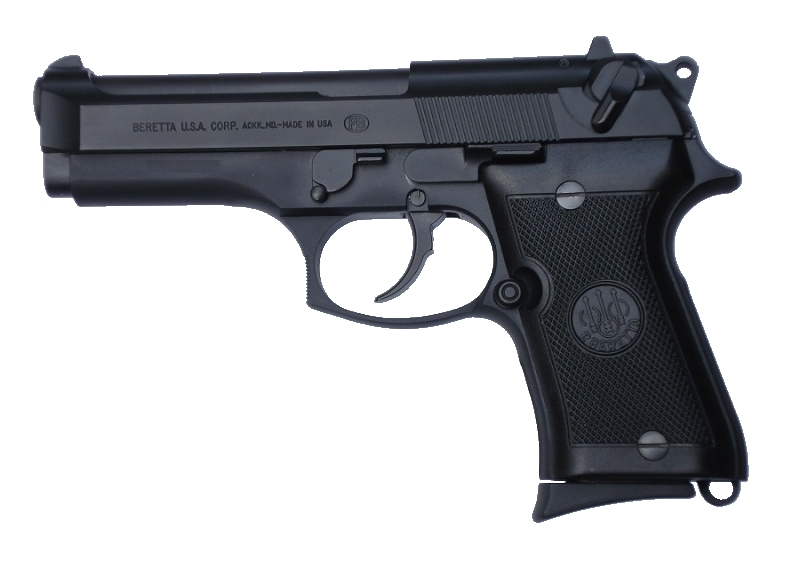
Beretta model 92FS

Beretta is een van de oudste wapenbedrijven in Europa. Reeds in de 16e eeuw bestond er een kleine wapenwerkplaats van Bartolomeo Beretta in de streek Val Trompia (Lombardije). Het oudst bewaarde contract sloot Beretta in 1526 met de Republiek Venetië voor de levering van 185 haakbusgeweren.
Aan het eind van de 18e eeuw had Pietro Beretta de leiding in het bedrijf. Hij leverde zeer veel geweren aan het leger van Napoleon. De laatste grote order werd door het Amerikaanse leger geplaatst voor de levering van het Beretta M9-pistool in het kaliber 9mm Para.

## Trivia
- Verreweg het beroemdste ontwerp van Beretta is het 92FS-pistool. Dit 9mm-pistool is zeer geliefd onder sportschutters en is in meerdere verkiezingen uitgekozen tot mooiste pistool. Een belangrijke reden voor de populariteit is dat de 92FS al meerdere malen in actiefilms was te zien. Zo speelde het wapen een grote rol in Die Hard, Lethal Weapon en de John Woo-films.
- De Beretta 418 is aanvankelijk het favoriete wapen van geheim agent James Bond, een creatie van schrijver Ian Fleming. In het zesde Bondboek (Dr. No, 1958) moet Bond, met tegenzin, het wapen echter voor de modernere Walther PPK inruilen.